# SIAM Journal on Matrix Analysis and Applications
Le SIAM Journal on Matrix Analysis and Applications (qui s'appelait SIAM Journal on Algebraic and Discrete Methods jusqu'en 1989) est une revue mathématique à  évaluation par les pairs trimestrielle éditée par la Society for Industrial and Applied Mathematics (SIAM). 

## Description
La revue contient des articles de théorie des matrices et ses applications. Les applications concernées comprennent le traitement du signal, la théorie des systèmes et du contrôle, les statistiques, les chaînes de Markov, la biologie mathématique, la théorie des graphes et la science des données. 
Le journal a été créé en 1989, avec le titre SIAM Journal on Matrix Analysis and Applications, pour remplacer le SIAM Journal on Algebraic and Discrete Methods qui existait depuis 1980. Le rédacteur en chef fondateur est Gene H. Golub qui a créé la revue en 1980. Le rédacteur en chef en 2020 est Daniel B. Szyld, de l'Université Temple.

## Résumés et indexation
La revue est indexée notamment par les Mathematical Reviews, DBLP et  Zentralblatt MATH. 
Selon Journal Impact, le facteur d'impact était en 1,91 en 2018 et de 1,49 en 2019/2020. Sur SCImago Journal Rank, la revue 
a un score de 1,49 en 2019. Elle ses situe dans le premier quartile des journaux de sa spécialité.

## Articles liés
- Liste des journaux scientifiques en mathématiques
- Society for Industrial and Applied Mathematics (SIAM)